# 国鉄ワム1形貨車
国鉄ワム1形貨車（こくてつワム1がたかしゃ）は、かつて日本国有鉄道（国鉄）に在籍した有蓋貨車である。

## 概要
ワム1形は、鉄道院・鉄道省が製作した、15トン積み二軸車有蓋車で、1928年（昭和3年）の車両称号規程改正により、ワム19780形およびワム23000形（初代）を改番したものである。この改番により、1,666両が本形式となったほか、佐久鉄道、芸備鉄道、宇部鉄道、鶴見臨港鉄道、豊川鉄道、飯山鉄道、北海道鐵道、胆振縦貫鉄道からの買収編入車と二車現存の書き換えが10両あり、最終番号はワム1787である。
本形式は、鉄道国有化後の標準形式となり、列車重量や長さを規定する換算両数の基準となった。

### ワ19780形（ワム19780形）
ワ19780形は、1914年（大正3年）に100両（ワ19780 - ワ19879）が製造された、14トン積みの有蓋車である。軍馬の輸送に適した車体高さを持った貨車（6頭積載可能）として馬を繋いでおく馬環も設けられ、記号「ム（務馬＝ムマのム）」を付すことになり、翌1915年（大正4年）にワム19780形に改称された。この記号「ム」は、1928年の車両称号規程改正時に14 - 16トン積みの貨車を表す記号として流用され、重量記号「ム・ラ・サ・キ」の元となった。
また、積載荷重は後年、次級ワム32000形と同じ15トン積みに変更されている。
車体は、鋼製の柱を車体外部に立て、側板として木板を横羽目としたもので、側面には、幅1,370 mm の荷役用片引き扉が設けられている。引き戸は木製であったが、後に木製から鋼製に交換されたものもある。側板には、後年、補強として鋼板の筋交いが設けられたものが多かった。床と屋根は木製である。妻面上部には、1個の通風器が設置されている。
台枠は、前級から引き続いて鋼製である。軸ばねの支持装置は、（一段）リンク式であったが、ばねの折損事故が相次いだため、後年シュー式にグレードダウンされたものがある。次級ワム32000形（後のワム3500形）の車軸が長軸であるのに対し、本形式は10トン短軸であることが大きな違いとなっている。最高速度は65 km/h である。
諸元については、全長7,830 mm、全幅2,565 mm、全高3,734 mm、容積36.3 m3、軸距は3,962 mm、自重は6.4 t - 8.8 tである。

### ワム23000形
ワム23000形は、ワム19780形の改良型として、1915年（大正4年）から1917年（大正6年）にかけて1,600両（ワム23000 - ワム24599）が製造された鉄道院初の15トン積み二軸有蓋車である。基本構造はワム19780形と同様であるが、幅を2,740 mmとして、容積を38.7 m3に増している。自重は6.7 t - 9.0 t である。

### 1928年車両称号規程改正後
1928年（昭和3年）車両称号規程改正時には、ワム19780形97両（ワム19780 - ワム19820、ワム19822 - ワム19827、ワム19829 - ワム19841、ワム19843 - ワム19879）、ワム23000形1,569両（ワム23000 - ワム24599、31両欠）がワム1形とされた。
本形式は、汎用有蓋車として全国で使用されたが、1956年（昭和31年）頃から老朽化のため本格的に廃車が始まった。経年が高いことから1968年（昭和43年）10月1日ダイヤ改正にともなう高速化（最高速度75 km/h 対応）改造の対象から外され、同年度までに形式消滅した。

## 形式間改造

### トム3400形
トム3400形は、1945年（昭和20年）に本形式を改造した15 t 積み無蓋車で、2両（トム3400, トム3401）が在籍した。しかし早くも5年後の1950年（昭和25年）に「第二次貨車特別廃車」の対象形式となり5月20日に通達「車工第376号」により告示された（この時点で在籍車1両であった）。同年に廃車となり形式消滅した。

### サ1形
サ1形は、事業用となっていたワム1形13両を1953年（昭和28年）の称号規程改正の際に、正式に工作車に区分類別（サ1 - サ13）したものである。その後4両（サ14 - サ17）が、1955年（昭和30年度）に追加改造され、合計17両（サ1 - サ17）が本形式となったが、1972年（昭和47年）に形式消滅した。
| 改造後 | 改造前   | 改造後 常備駅 | 廃車年月日                 |  | 改造後 | 改造前   | 改造後 常備駅 | 廃車年月日                 |
| サ1    | ワム233  | 旭川駅        |                            |  | サ11   | ワム1121 | 小倉駅        | 1958年（昭和33年）10月1日  |
| サ2    | ワム337  | 長崎駅        | 1961年（昭和36年）3月31日  |  | サ12   | ワム1565 | 小倉駅        | 1958年（昭和33年）6月20日  |
| サ3    | ワム413  | 熊本駅        | 1959年（昭和34年）6月16日  |  | サ13   | ワム1628 | 五稜郭駅      |                            |
| サ4    | ワム551  | 鳥栖駅        | 1960年（昭和35年）3月31日  |  | サ14   | ワム58   | 静岡駅        | 1965年（昭和40年）6月26日  |
| サ5    | ワム567  | 青森駅        |                            |  | サ15   | ワム652  | 函館駅        |                            |
| サ6    | ワム722  | 旭川駅        |                            |  | サ16   | ワム866  | 塩尻駅        | 1959年（昭和34年）12月21日 |
| サ7    | ワム885  | 長野駅        | 1959年（昭和34年）12月16日 |  | サ17   | ワム894  | 塩尻駅        | 1958年（昭和33年）8月20日  |
| サ8    | ワム922  | 五稜郭駅      | 1962年（昭和37年）2月27日  |  |        |          |               |                            |
| サ9    | ワム1052 | 静岡駅        | 1964年（昭和39年）8月17日  |  |        |          |               |                            |
| サ10   | ワム1114 | 鹿児島駅      | 1958年（昭和33年）4月15日  |  |        |          |               |                            |

### エ1形
エ1形は、事業用となっていたワム1形204両を1953年（昭和28年）の称号規程改正の際に、正式に救援車に区分類別（エ1 - エ204）したものである。その後1955年（昭和30年度）より18両（エ205 - エ222）が、同じくワム1形より追加改造され合計222両（エ1 - エ222）が本形式となった。改造より早くも2年後の1955年（昭和30年）から廃車が始まり、1972年（昭和47年）に形式消滅した。
| 改造後 | 改造前  | 改造後 配置局 |  | 改造後 | 改造前    | 改造後 配置局 |  | 改造後 | 改造前   | 改造後 配置局 |
| エ1    | ワム1   | 仙台          |  | エ75   | ワム886   | 札幌          |  | エ149  | ワム1423 | 長野          |
| エ2    | ワム9   | 静岡          |  | エ76   | ワム889   | 門司          |  | エ150  | ワム1435 | 新潟          |
| エ3    | ワム12  | 青函          |  | エ77   | ワム896   | 東京          |  | エ151  | ワム1442 | 仙台          |
| エ4    | ワム14  | 高崎          |  | エ78   | ワム902   | 天王寺        |  | エ152  | ワム1419 | 門司          |
| エ5    | ワム15  | 東京          |  | エ79   | ワム909   | 青函          |  | エ153  | ワム1461 | 秋田          |
| エ6    | ワム48  | 東京          |  | エ80   | ワム917   | 鹿児島        |  | エ154  | ワム1464 | 門司          |
| エ7    | ワム67  | 門司          |  | エ81   | ワム927   | 新潟          |  | エ155  | ワム1468 | 長野          |
| エ8    | ワム87  | 門司          |  | エ82   | ワム928   | 岡山          |  | エ156  | ワム1474 | 門司          |
| エ9    | ワム91  | 東京          |  | エ83   | ワム934   | 門司          |  | エ157  | ワム1480 | 門司          |
| エ10   | ワム100 | 熊本          |  | エ84   | ワム935   | 長野          |  | エ158  | ワム1488 | 札幌          |
| エ11   | ワム104 | 仙台          |  | エ85   | ワム949   | 門司          |  | エ159  | ワム1492 | 門司          |
| エ12   | ワム105 | 高崎          |  | エ86   | ワム950   | 千葉          |  | エ160  | ワム1500 | 門司          |
| エ13   | ワム114 | 千葉          |  | エ87   | ワム955   | 長野          |  | エ161  | ワム1510 | 長野          |
| エ14   | ワム119 | 名古屋        |  | エ88   | ワム959   | 札幌          |  | エ162  | ワム1513 | 天王寺        |
| エ15   | ワム128 | 米子          |  | エ89   | ワム965   | 広島          |  | エ163  | ワム1514 | 門司          |
| エ16   | ワム133 | 仙台          |  | エ90   | ワム970   | 盛岡          |  | エ164  | ワム1516 | 長野          |
| エ17   | ワム155 | 熊本          |  | エ91   | ワム982   | 秋田          |  | エ165  | ワム1520 | 長野          |
| エ18   | ワム176 | 札幌          |  | エ92   | ワム983   | 四国          |  | エ166  | ワム1522 | 長野          |
| エ19   | ワム197 | 門司          |  | エ93   | ワム989   | 天王寺        |  | エ167  | ワム1528 | 新潟          |
| エ20   | ワム199 | 名古屋        |  | エ94   | ワム998   | 新潟          |  | エ168  | ワム1529 | 米子          |
| エ21   | ワム200 | 仙台          |  | エ95   | ワム1004  | 大阪          |  | エ169  | ワム1532 | 天王寺        |
| エ22   | ワム205 | 岡山          |  | エ96   | ワム1017  | 東京          |  | エ170  | ワム1540 | 門司          |
| エ23   | ワム208 | 東京          |  | エ97   | ワム1026  | 長野          |  | エ171  | ワム1545 | 仙台          |
| エ24   | ワム210 | 門司          |  | エ98   | ワム1059  | 岡山          |  | エ172  | ワム1549 | 門司          |
| エ25   | ワム229 | 長野          |  | エ99   | ワム1065  | 札幌          |  | エ173  | ワム1551 | 旭川          |
| エ26   | ワム230 | 長野          |  | エ100  | ワム1068  | 仙台          |  | エ174  | ワム1553 | 盛岡          |
| エ27   | ワム273 | 門司          |  | エ101  | ワム1088  | 秋田          |  | エ175  | ワム1555 | 旭川          |
| エ28   | ワム277 | 盛岡          |  | エ102  | ワム1116  | 米子          |  | エ176  | ワム1559 | 長野          |
| エ29   | ワム283 | 大分          |  | エ103  | ワム1125  | 秋田          |  | エ177  | ワム1560 | 高崎          |
| エ30   | ワム295 | 仙台          |  | エ104  | ワム1130  | 盛岡          |  | エ178  | ワム1567 | 広島          |
| エ31   | ワム306 | 札幌          |  | エ105  | ワム1133  | 水戸          |  | エ179  | ワム1583 | 秋田          |
| エ32   | ワム312 | 札幌          |  | エ106  | ワム1141  | 門司          |  | エ180  | ワム1586 | 札幌          |
| エ33   | ワム315 | 東京          |  | エ107  | ワム1148  | 高崎          |  | エ181  | ワム1596 | 札幌          |
| エ34   | ワム316 | 東京          |  | エ108  | ワム1156  | 門司          |  | エ182  | ワム1598 | 広島          |
| エ35   | ワム327 | 大分          |  | エ109  | ワム1166  | 新潟          |  | エ183  | ワム1600 | 長野          |
| エ36   | ワム350 | 大分          |  | エ110  | ワム1172  | 天王寺        |  | エ184  | ワム1613 | 新潟          |
| エ37   | ワム364 | 東京          |  | エ111  | ワム1176  | 大阪          |  | エ185  | ワム1617 | 水戸          |
| エ38   | ワム373 | 東京          |  | エ112  | ワム1177  | 札幌          |  | エ186  | ワム1618 | 高崎          |
| エ39   | ワム398 | 天王寺        |  | エ113  | ワム1178  | 米子          |  | エ187  | ワム1623 | 門司          |
| エ40   | ワム444 | 盛岡          |  | エ114  | ワム1189  | 新潟          |  | エ188  | ワム1631 | 長野          |
| エ41   | ワム454 | 熊本          |  | エ115  | ワム1191  | 天王寺        |  | エ189  | ワム1634 | 東京          |
| エ42   | ワム455 | 大阪          |  | エ116  | ワム1196  | 四国          |  | エ190  | ワム1639 | 東京          |
| エ43   | ワム456 | 盛岡          |  | エ117  | ワム1213  | 新潟          |  | エ191  | ワム1640 | 天王寺        |
| エ44   | ワム473 | 四国          |  | エ118  | ワム1218  | 門司          |  | エ192  | ワム1657 | 岡山          |
| エ45   | ワム482 | 大分          |  | エ119  | ワム1219  | 新潟          |  | エ193  | ワム1664 | 天王寺        |
| エ46   | ワム493 | 門司          |  | エ120  | ワム1226  | 大分          |  | エ194  | ワム1670 | 岡山          |
| エ47   | ワム500 | 岡山          |  | エ121  | ワム1235  | 鹿児島        |  | エ195  | ワム1674 | 長野          |
| エ48   | ワム521 | 大阪          |  | エ122  | ワム1237  | 秋田          |  | エ196  | ワム1678 | 門司          |
| エ49   | ワム527 | 天王寺        |  | エ123  | ワム1250  | 長野          |  | エ197  | ワム1703 | 仙台          |
| エ50   | ワム542 | 高崎          |  | エ124  | ワム1253  | 千葉          |  | エ198  | ワム1708 | 門司          |
| エ51   | ワム565 | 門司          |  | エ125  | ワム1257  | 札幌          |  | エ199  | ワム1423 | 札幌          |
| エ52   | ワム566 | 高崎          |  | エ126  | ワム1261  | 門司          |  | エ200  | ワム1435 | 水戸          |
| エ53   | ワム578 | 盛岡          |  | エ127  | ワム1267  | 東京          |  | エ201  | ワム1442 | 旭川          |
| エ54   | ワム588 | 静岡          |  | エ128  | ワム1281  | 天王寺        |  | エ202  | ワム1419 | 天王寺        |
| エ55   | ワム605 | 東京          |  | エ129  | ワム1294  | 青函          |  | エ203  | ワム1461 | 鹿児島        |
| エ56   | ワム639 | 盛岡          |  | エ130  | ワム1208  | 鹿児島        |  | エ204  | ワム1464 | 広島          |
| エ57   | ワム680 | 門司          |  | エ131  | ワム1313  | 新潟          |  | エ205  | ワム32   | 盛岡          |
| エ58   | ワム686 | 岡山          |  | エ132  | ワム1316  | 岡山          |  | エ206  | ワム304  | 東京          |
| エ59   | ワム691 | 青函          |  | エ133  | ワム1319  | 門司          |  | エ207  | ワム311  | 東京          |
| エ60   | ワム695 | 東京          |  | エ134  | ワム1328  | 長野          |  | エ208  | ワム419  | 大阪          |
| エ61   | ワム696 | 青函          |  | エ135  | ワム1343  | 広島          |  | エ209  | ワム610  | 名古屋        |
| エ62   | ワム701 | 青函          |  | エ136  | ワム1365  | 東京          |  | エ210  | ワム627  | 米子          |
| エ63   | ワム723 | 札幌          |  | エ137  | ワム1366  | 四国          |  | エ211  | ワム796  | 新潟          |
| エ64   | ワム749 | 札幌          |  | エ138  | ワム1370  | 札幌          |  | エ212  | ワム864  | 東京          |
| エ65   | ワム761 | 札幌          |  | エ139  | ワム1371  | 長野          |  | エ213  | ワム972  | 盛岡          |
| エ66   | ワム763 | 天王寺        |  | エ140  | ワム1372  | 岡山          |  | エ214  | ワム1020 | 天王寺        |
| エ67   | ワム773 | 札幌          |  | エ141  | ワム11375 | 新潟          |  | エ215  | ワム1472 | 新潟          |
| エ68   | ワム782 | 米子          |  | エ142  | ワム1379  | 鹿児島        |  | エ216  | ワム1508 | 盛岡          |
| エ69   | ワム785 | 釧路          |  | エ143  | ワム1381  | 旭川          |  | エ217  |          |               |
| エ70   | ワム806 | 米子          |  | エ144  | ワム1396  | 仙台          |  | エ218  |          |               |
| エ71   | ワム817 | 静岡          |  | エ145  | ワム1408  | 門司          |  | エ219  |          |               |
| エ72   | ワム839 | 仙台          |  | エ146  | ワム1420  | 岡山          |  | エ220  |          |               |
| エ73   | ワム852 | 米子          |  | エ147  | ワム1421  | 米子          |  | エ221  |          |               |
| エ74   | ワム884 | 熊本          |  | エ148  | ワム1422  | 米子          |  | エ222  |          |               |

### ポ300形
ポ300形は、1955年（昭和30年）にトキ900形より20両、1956年（昭和31年）に本形式より20両、1957年（昭和32年）に本形式より20両が改造された陶器車で、合計60両（ポ300 - ポ359）が在籍した。改造工事はすべて長野工場にて行われた。外観・性能は、ワ12000形と同じである。1971年（昭和46年）までに全車廃車となった。

### ウ500形
ウ500形豚積車の一部は、本形式の改造名義により製作された。1957年（昭和32年）に新津工場にて50両、1958年（昭和33年）に新津工場にて25両、長野工場にて25両の合計100両（ウ500 - ウ599）が改造されている。
いずれも改造に際して軸ばねの支持装置を、（一段）リンク式から二段リンク式へと変更した。

## 類型車
本形式は、地方鉄道の勃興期に製造されたことから、私鉄向けの類型車の製造も多い。これら類型車の内、佐久鉄道、芸備鉄道、宇部鉄道、鶴見臨港鉄道、豊川鉄道、飯山鉄道、北海道鐵道、胆振縦貫鉄道からの買収車が、本形式に編入されている。

### 北海道鉄道ワム1形
北海道鉄道（2代）ワム1形は、1922年（大正11年） - 1926年（大正15年）に9両（ワム1 - ワム9）が日本車輌製造で製造された同形車である。1943年（昭和18年）8月の戦時買収に伴い鉄道省に編入され、ワム1形（ワム1742 - ワム1750）となった。

### 西武鉄道ワム1形

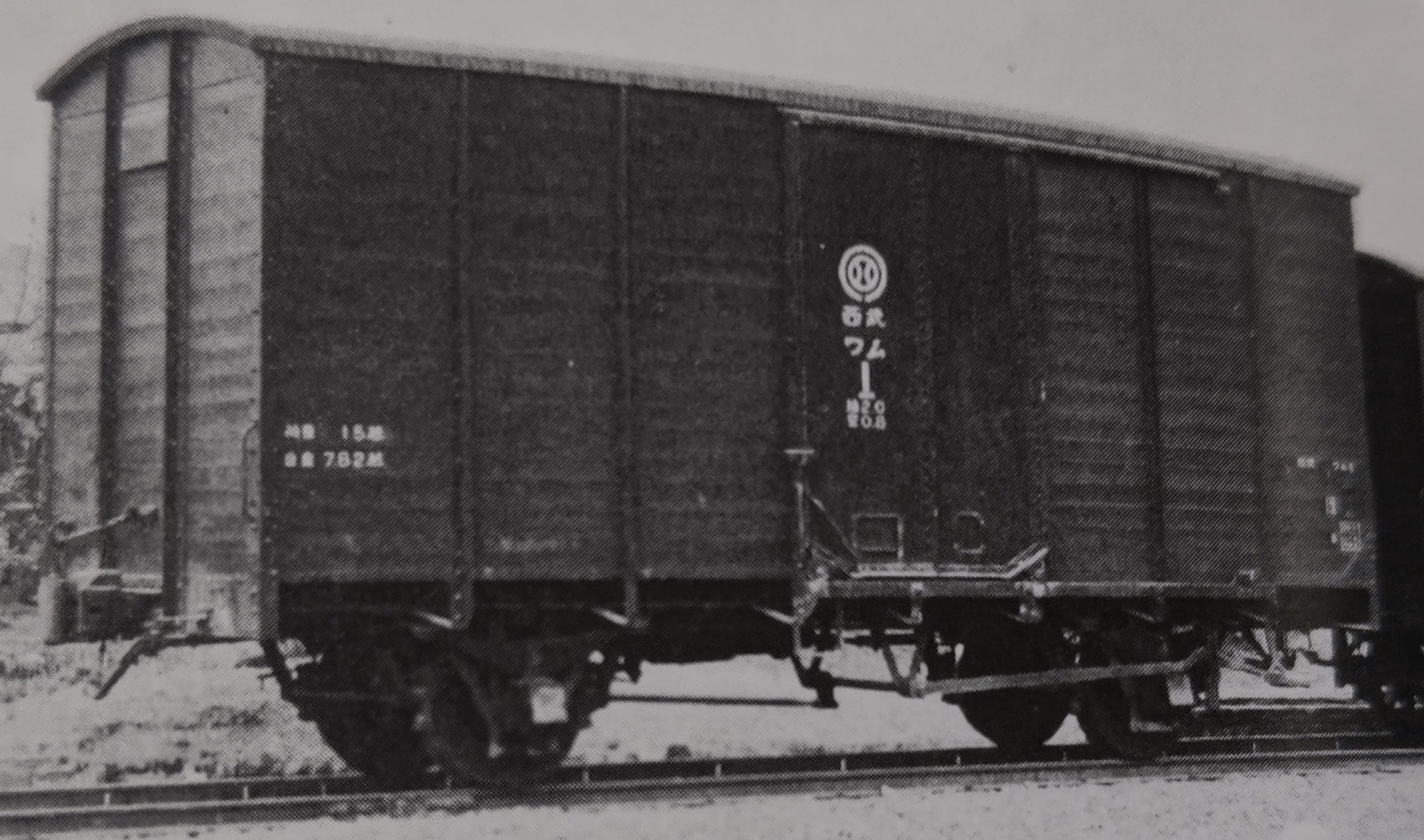
西武鉄道　貨車

ワム1形は、15 t 積み木造有蓋車で3両在籍した。 ワム1は1928年（昭和3年）に製作されたの旧西武鉄道ワム101の引継車。ワム2,ワム3は1951年（昭和26年）に国鉄より払下を受けた元国鉄ワム1形。 いずれも短軸を用いた車輪である。

### 小湊鉄道ワム1形
小湊鉄道ワム1形は、1924年（大正13年）3月に2両（ワム1, ワム2）が東洋車輛で製造された同形車である。

### 鶴見臨港鉄道ワム3000形
鶴見臨港鉄道ワム3000形は、1926年（大正15年）3月に3両（ワム3001 - ワム3003）が鶴見木工で製造された同形車である。1943年（昭和18年）7月の戦時買収に伴い鉄道省に編入され、ワム1形（ワム1719 - ワム1721）となった。

### 胆振鉄道ワム1形
胆振鉄道ワム1形は、1928年（昭和3年）の開業時に1両（ワム1）が日本車輌製造東京支店で製造された同形車である。製造時は空気ブレーキは装備していなかったが、1932年（昭和7年）2月に取り付けられた。1941年（昭和16年）の胆振縦貫鉄道合併時には、ワム3と改番されている。1944年（昭和19年）7月の戦時買収に伴い鉄道省に編入され、ワム1形（ワム1770）となった。

### 津軽鉄道ワム1形

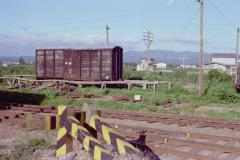
津軽鉄道ワム3

津軽鉄道ワム1形は、開業に際して1929年（昭和4年）に6両（ワム1 - ワム6）が日本車輌製造で製造された同形車である。国鉄直通車として使用された。2012年現在、ワム5が現存している。

### 大井川鉄道ワム1形
大井川鉄道ワム1形は、1930年（昭和5年）に1両（ワム1）が日本車輌製造で製造された同形車である。

### 羽幌炭礦鉄道ワム200形
羽幌炭礦鉄道ワム200形は、1943年（昭和18年）の同鉄道開業に際して鉄道省苗穂工場で1両（ワム201）が製造された同形車である。1964年（昭和38年）、鋼体化の上ワブ2（2代）に改造された。

## 譲渡
私鉄譲渡は多数におよぶが、ここでは文献上で判明するものを記す。
1948年（昭和23年）、2両（ワム124, ワム280）が名古屋鉄道に譲渡され、ワム10000形（ワム10001, ワム10002）となった。日本車輌製造の私有車で国鉄直通車であった。主に名古屋本線神宮前駅と鳴海駅間で使用され、1953年（昭和28年）休車、1961年（昭和36年）廃車となった。
1949年（昭和24年）1月、2両（ワム1725, ワム1727）が三井芦別鉄道に譲渡され、ワム2, ワム3となった。
1950年（昭和25年）3月、1両（ワム1003）が上信電気鉄道に譲渡され、ワム1となった。
1951年（昭和26年）9月、1両（ワム1764）が寿都鉄道に譲渡され、ワム250形（ワム251）となった。
1952年（昭和27年）3月、2両（ワム883, ワム1209）が十和田観光電鉄に譲渡され、ワム101, ワム102となった。
1957年（昭和32年）、2両（ワム372, ワム1182）が土佐電気鉄道に譲渡され、ワム1形（ワム1, ワム2）となり、安芸線で使用された。
戦後2両（ワム57, ワム630）が羽後交通に譲渡され、ワム1形（ワム1, ワム2）となった。横荘線で使用された。廃車は、ワム1が1968年（昭和43年）10月、ワム2が1959年（昭和34年）5月。